# Городское поселение Новосемейкино
Городско́е поселе́ние Новосеме́йкино — муниципальное образование в Красноярском районе Самарской области.
Административный центр — посёлок городского типа Новосемейкино.

## География
Расположено в 22 км к северу от областного центра города Самары. По территории проходит автотрасса М5 «Урал». На территории городского поселения располагаются 5 Железнодорожные станций : Водинская, Старосемейкино, Сокская, Радиоцентр и Новосемейкино на линии «Самара—Тольятти».
На территории городского поселения Новосемейкино находится множество больших и малых озёр, прудов.Самые живописные и крупные озёра это: Апкан, Серное озеро, Липовский пруд. На востоке недалеко от Новосемейкино и Водино, за заводом «Коттедж» остались следы Новой Закамской оборонительной линии (линия укреплений от набегов кочевников в первой половине 18 века, когда шло активное заселение степных и лесостепных районов Восточного Поволжья). Это место называется «исторический вал».

## Население
| 2010    | 2012    | 2013    | 2014    | 2015    | 2016    | 2017    |
| ------- | ------- | ------- | ------- | ------- | ------- | ------- |
| 10 677  | ↘10 633 | ↗10 666 | ↗10 736 | ↗10 780 | ↗10 902 | ↗10 991 |
| 2018    | 2019    | 2020    | 2021    |         |         |         |
| ↗11 049 | ↗11 162 | ↗11 172 | ↗11 249 |         |         |         |

## Административное устройство
В состав городского поселения Новосемейкино входят:
- село Водино,
- село Старосемейкино,
- посёлок Дубки,
- пгт Новосемейкино.